# TV Verdade (programa de televisão)
 TV Verdade foi um programa de televisão brasileiro exibido pela TV Alterosa e foi apresentado por Ricardo Carlini. Foi transmitido desde o dia 10 de maio de 2010, e encerrou as atividades em 1 de junho de 2018, sendo substituído pelo programa Alterosa Alerta - 1* Edição.

## História
O programa tratava de assuntos do cotidiano debatidos com a participação de convidados. Ao todo, o programa contava com 16 convidados apresentados em dias alternados. Sobre a estréia, o apresentador do programa disse: 
| “ | Esqueça o formato de jornalismo tradicional. O programa só começa. Como termina, ninguém sabe | ” |

Sua estréia decorreu em 10 de maio de 2010, até seu encerramento no início do mês de junho de 2011 para a estreia do programa Canal Urgente apresentado por Pedro Augusto. Um ano após a extinção do programa apresentado pelo radialista o TV Verdade voltou a grade da emissora. 